# Orival Wood Cemetery Flesquières
Le cimetière « Orival Wood Cemetery Flesquières » est un des deux cimetières militaires de la Première Guerre mondiale situés sur le territoire de la commune de Flesquières, Nord. Le second est Flesquières Hill British Cemetery.

## Localisation
Ce cimetière est situé en pleine campagne, à 3 km au nord-est du village, près du bois d'Orival, sur la D89 qui conduit à Cantaing-sur-Escaut.

## Historique
Occupé dès la fin août 1914 par les troupes allemandes, le village de Flesquières est resté  loin des combats jusqu'au 20 novembre 1917, premier jour de la bataille de Cambrai, date à laquelle le village a été capturé par la 51e division (Highland), avec des tanks, puis évacué début décembre pour être définitivement repris le 27 septembre 1918.
Le bois d'Orival est un petit bois situé sur la route reliant Flesquières à Fontaine-Notre-Dame, défriché par les 2es Grenadiers-Gardes le 27 septembre 1918. Le cimetière a été inauguré en novembre 1917, lors de la bataille de Cambrai, utilisé à nouveau en septembre-octobre 1918 et agrandi en 1930.

## Caractéristiques
Ce cimetière comporte 284 tombes de soldats britanniques, dont 10 ne sont pas identifiés, et les tombes de 20 soldats allemands dont 13 inconnus. Le cimetière couvre une superficie de 794 mètres carrés ; il est entouré d'un mur de pierres et est doté d'un imposant portail.

## Galerie

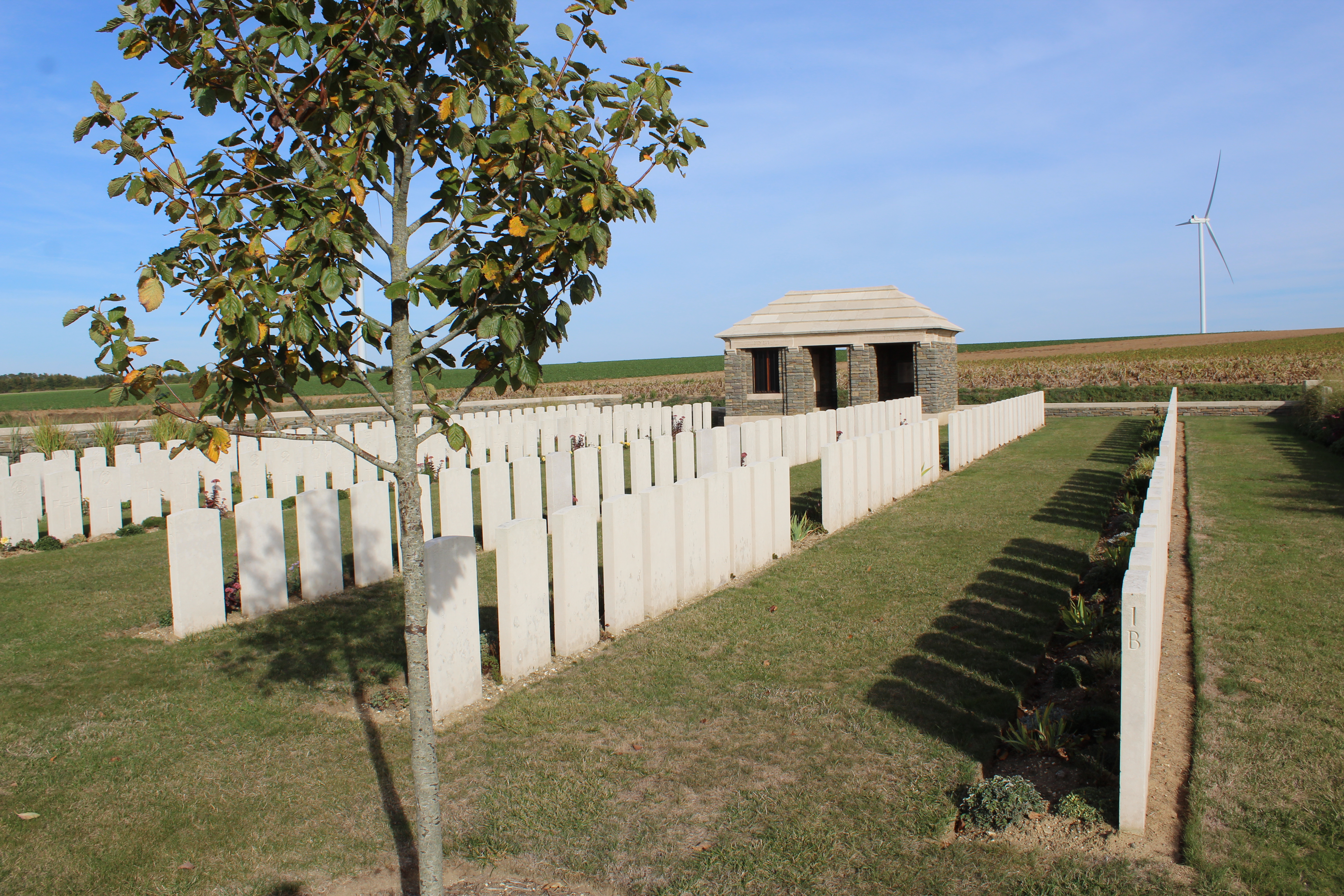
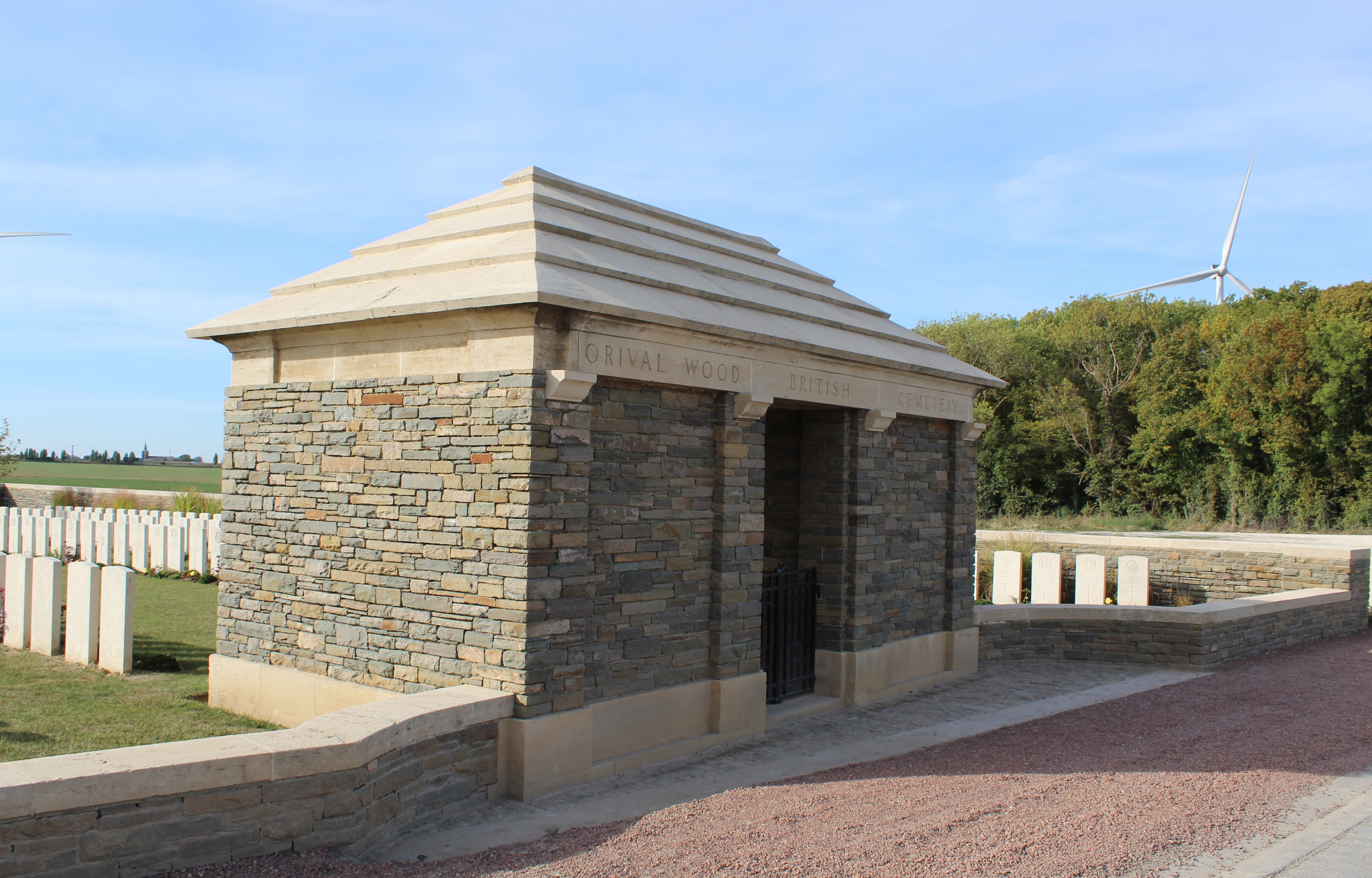
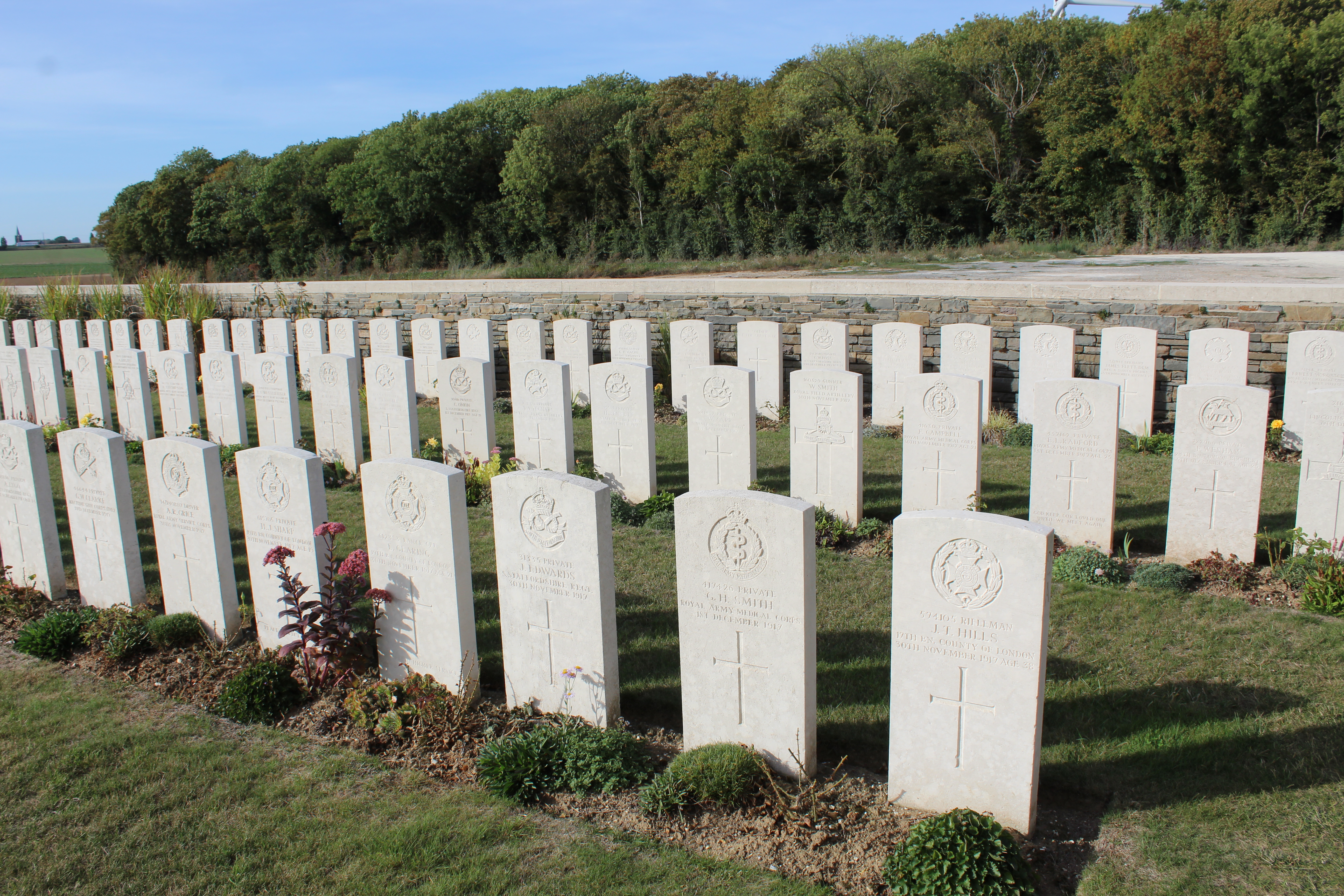
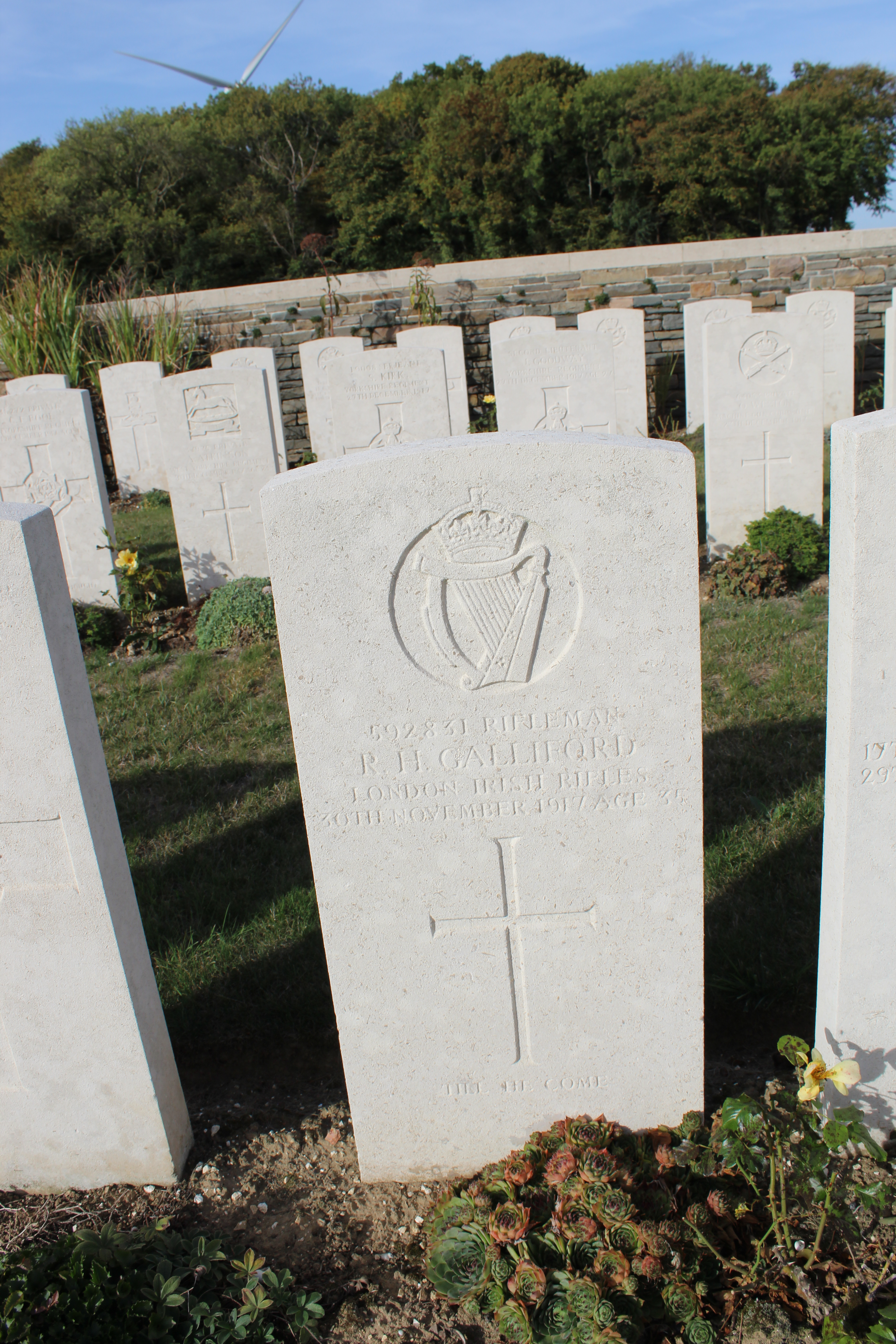

## Sépultures
| Pays        | Sépultures |
| ----------- | ---------- |
| Royaume-Uni | 284        |
| Allemagne   | 20         |
| Total       | 304        |